# André Hanssen
André Hanssen (född 31 januari, 1981 i Tromsø) är en norsk före detta fotbollsspelare. Under sin karriär spelade han för FK Bodø/Glimt, SC Heerenveen och Strømsgodset IF.

## Meriter
Heerenveen
- KNVB Cup: 2009

Strømsgodset IF
- Norska cupen: 2010